# Glorieuse Guillaume
Pour les articles homonymes, voir Guillaume.
Glorieuse Guillaume, née le 6 décembre 1973 à Bigarade (Rodrigues, Maurice), est une judokate mauricienne.

## Biographie
Elle remporte la médaille d'argent dans la catégorie des moins de 61 kg aux Jeux des îles de l'océan Indien 1990 à Madagascar et aux Championnats d'Afrique 1991 à l'Île Maurice. Elle obtient ensuite la médaille d'or aux Jeux des îles de l'océan Indien 1993 aux Seychelles.
Elle est médaillée d'argent en moins de 56 kg aux Championnats d'Afrique de judo 1996 en Afrique du Sud, après avoir obtenu le bronze la même année dans cette catégorie aux Championnats du Commonwealth à Vacoas.